# گلدن بیر (کشتی)
گلدن بیر (کشتی) (به انگلیسی: Golden Bear (ship)) یک کشتی بود که طول آن ۴۹۹ فوت ۱۰ اینچ (۱۵۲٫۳۵ متر) بود. این کشتی در سال ۱۹۸۷ ساخته شد.